# Драган Ракић
Драган Ракић (Широка Кула, код Госпића, 10. октобар 1914 — Београд, 19. јануар 1959) био је учесник Народноослободилачке борбе, пуковник ЈНА и народни херој Југославије.

## Биографија
Рођен је 10. октобра 1914. године у Широкој Кули, код Госпића. Потиче из сиромашне сељачке породице. Његов отац Милош, док је Драган још био мали, отишао је на рад у Америку. После завршене основне школе, остао је на селу и помагао мајци у пољопривредним пословима. Да би прехранио породицу, неретко је одлазио на рад у Славонију, где је радио најтеже физичке послове.
Априлски рат 1941. године, затекао га је као резервног поднаредника у Бачкој. После капитулације Југословенске краљевске војске, избегао је заробљавање и вратио се у родну Лику. По доласку у родно место, ухапсиле су га усташе, али је успео да им побегне. Учествовао је у припремама оружаног устанка у Лици, које су организовали чланови Комунистичке партије Југославије (КПЈ), предвођени Марком Орешковићем. Због свог активног учешћа у припремама устанка, јула 1941. године примљен је у чланство КПЈ.
Први је испалио устанички метак у Широкој Кули и учествовао је у првим устаничким акцијама у Широкој Кули и околини, као борац устаничке Кулске чете. Ова чета касније је укључена у Други батаљон Првог личког партизанског одреда „Велебит“, а Драган је постављен за командира чете. Заједно са својом четом, истакао се у борбама 23/24. јануара 1942. године на Љубову, када су спречили продор јаких италијанских снага од Госпића преко Љубова ка опкољеној Кореници. У овој борби италијанске снаге су имале 400 погинулих, рањених и заробљених војника, а партизани су заробили четири топа, два тенка и другу војну опрему.
У пролеће 1942. године, његова чета је укључена у састав батаљона „Огњен Прица“. Приликом заузимања Плитвичких језера, Драган је успео да ликвидира команданта непријатељске посаде. Јуна 1942. године, постављен је за команданта новоформираног батаљона „Мићо Радаковић“. Под његовом командом, батаљон је постигао значајне успехе у борбама — око Удбине, у нападу на Широку Кулу, у борби у Дивоселу, а нарочито упадом у Жабицу, 6/7. августа 1942. године. Августа 1942. године његов батаљон укључен је у састав Друге личке пролетерске ударне бригаде.
Командовао је батаљоном у нападу на Удбину, борбама на Косињу и Пазаришту. Његов батаљон је потом прешао на Кордун, где је 17. октобра 1942. године, код Перјасице, с чела зауставио италијанску колону, ојачану са осам тенкова. Седам дана касније, са батаљоном је учествовао у заузимању Тушиловића, а нешто касније Личког Петровог Села и Слуња. У борбама током Четврте непријатељске офанзиве, командовао је са два батаљона, затварајући правац Госпић–Љубово–Бунић и онемогућивши продор бројних италијанских снага у Крбавско поље.
За своје заслуге у успешном командовању постављен је за заменика команданта Друге личке ударне бригаде, а нешто касније за заменика команданта Прве личке ударне бригаде. Иако је био заменик команданта бригаде, увек се налазио на положајима са батаљоном који се налазио у најтежем положају. Почетком 1944. године одлуком Врховног штаба НОВ и ПО Југославије постављен је за команданта Друге личке ударне бригаде и на тој дужности је остао до краја рата.
Друга личка бригада, под његовом командом, је водила веома значајне и успешне борбе у Босни, а нарочито у спречавању продора делова немачке 373. легионарске дивизије од Срба ка Дрвару, 25. маја 1944. године, током десанта на Дрвар. Потом је руководио бригадом у борбама и маршевима од Дрвара до Србије, посебно се истакао у борбама на Дурмитору и приликом обезбеђења евакуације рањеника савезничким авионима у Италију, када је са својом бригадом два дана и две ноћи бранио тамошњи партизански аеродром. После продора у Србију, у јесен 1944. године, Драганова бригада је водила успешне борбе са четницима, затим за ослобођење Ваљева и у Београдској операцији.
Бригада се успешно борила на Сремском фронту и у завршним операцијама за ослобођење Југославије, а посебно се истакла приликом ослобођења Врбање, Ђакова и Славонског Брода. Приликом ослобођења Славонског Брода, бригада је вештим маневром ударила у бок немачке моторизоване колоне која се повлачила ка Загребу. Свој ратни пут завршио је у ослобођеном Загребу, маја 1945. године. У току рата више је пута рањаван — у борби на Плитвицама, током Београдске операције и у борби на реци Илови.

### Послератни период
После ослобођења Југославије, завршио је Вишу војну академију ЈНА и обављао је разне одговорне дужности у Југословенској народној армији (ЈНА). Имао је чин пуковника ЈНА и налазио се на дужности начелника Штаба Команде граничних јединица ЈНА.
Погинуо је у саобраћајној незгоди, 19. јануара 1959. године у Београду. Сахрањен је у Алеји народних хероја на Новом гробљу у Београду.
Носилац је Партизанске споменице 1941. и других југословенских одликовања, међу којима су — четири Ордена за храброст, Орден заслуга за народ првог реда, Орден партизанске звезде другог реда и Орден братства и јединства другог реда. Орденом народног хероја одликован је 27. новембра 1953. године.
У земунском насељу Сава Ковачевић постоји улица названа по њему.